# Amelio Gentiliano
Amelio Gentiliano (in greco antico: Ἀμέλιος Γεντιλιανός?, Amélios Ghentilianós; Etruria, 216/226 circa – 290/300 circa) è stato un filosofo e scrittore romano, erroneamente chiamato Apameo dalla Suda, attivo nella seconda metà del III secolo.

## Biografia
Secondo Porfirio, nacque in Etruria, il che spiegherebbe il suo nomignolo, Tusco. Studiò inizialmente le opere di Numenio di Apamea per poi passare a frequentare le lezioni tenute da Plotino, con il quale entrò in contatto dopo tre anni dalla venuta a Roma del maestro.
Sembra che Amelio non fosse il suo vero nome, ma che fosse stato scelto dal filosofo per comunicare il suo disprezzo per le cose del mondo, in ossequio alla dottrina filosofica da lui professata; il termine greco ἀμέλεια (ameleia), infatti, significa "noncuranza". Tuttavia Amelio - afferma Porfirio - preferiva chiamarsi Amerio, in quanto più vicino a αμέρεια, ossia "indivisibilità".

## Opere
Sappiamo che Amelio leggeva e scriveva moltissimo e memorizzava praticamente tutti gli insegnamenti di Numenio. Secondo Porfirio arrivò a scrivere oltre cento volumi. Plotino lo riteneva uno dei suoi discepoli più validi. Fu proprio Amelio a convincere Porfirio della veridicità della dottrina plotiniana
La sua opera più importante è un trattato, composto da quaranta libri, che presenta un'argomentazione in cui viene dimostrata l'originalità della dottrina plotiniana, che invece si pretendeva copiata da Numenio.